# 生活に疲れた者の魂との対話
死が今日は私の前に立っている、

病人が元気になる時のように、

拘禁の後に自由となり外へ踏み出すように。

死が今日は私の前に立っている、

ミルテの薫りのように、

風の強い日に帆の下に座るように。

死が今日は私の前に立っている、

蓮の花の薫りのように、

酩酊の岸に座るように。

死が今日は私の前に立っている、

雨があがるように（もしくは「道を歩くように」）、

男が戦場から帰還する時のように。

死が今日は私の前に立っている、

空がベールを脱ぐ時のように、

謎の答えを見付けた時のように。

死が今日は私の前に立っている、

長年を捕囚として過ごした後に

我が家を再び見るように。
『生活に疲れた者の魂との対話』（もしくは『ある男とそのバーとの対話』）は古代エジプト文学の作者不明の詩的テクストである。エジプト中王国の第12王朝（紀元前1900年頃）時代に書かれたものと推定されている。
男の人生の苦悩に関する対話の相手は男自身の「バー」（エジプト人の魂の構成要素）である。古王国の時代では、そのような魂はただ王たちにのみ属すものとされていたようである。このテクストは、一般人のバーが現れる最古の例の1つである。
写本にある複数の損傷、書き損じ、稀で不明瞭な語彙の出現などの要素がテクストの全体的な理解を困難にしている。
今日もなお「生活に疲れた」とされている部分に対する衆目の一致する解釈は得られていない。

## テクストの伝達
この対話は『羊飼いの物語』と共にパピルス・ベルリン3024（Papyrus Berlin 3024）という1つのテクスト資料でのみ残存しており、『羊飼い』の上に書かれたパリンプセストとなっている。対話の冒頭部の断片のいくつかは部分的にパピルス・アマースト3（Papyrus Amherst III）にも含まれている。パピルス・ベルリン3024はエジプト第12王朝時代中葉のものと推定されている古文書である。このパピルスは1843年にカール・リヒャルト・レプシウスがエジプトで購入し、1859年に初めてテクストを出版した。テクストの伝達は不完全なもので、冒頭部が欠落している。このため、対話のなされたきっかけや外部状況などは不明である。

## 文学的な分類
悲嘆文学、知恵文学、教訓文学（セバイト）のいずれとも結び付きがあるので、この作品がどのジャンルに属するかというのは難しい問題である。カテリナ・ローマンはテクスト作成のきっかけとなった動機が教訓であるという印象からこのテクストを教訓的な箴言文学と位置付けている 。ジャン・アスマンは「悲嘆」文学と位置付けている――「それ（このテクスト）は、仲間がいなくなり、結果として墓、儀礼、追悼を通じたこの世界の継続という伝統的な観念が虚しいものとなった世界の姿を語っている。」
現世と来世の双方の悲嘆文学の形が見出される。どちらの形も、明確な死の観念と結び付いている。現世への悲嘆は世界の変化に、来世への悲嘆は存在の変化に向けられている。男は現世を嘆き、死を疲弊した生命にとっての理想状態と考え、バー（魂）は生命を讃え、死は来世の神の仕事であると考えている。
現世への悲嘆の原因としては安定した社会基盤の崩壊が考えられ、これはピラミッド時代の信仰の破棄にまで至った。死に際しての現世の存在の継続は世俗的な事前措置に応じてのみ保証されるのであるという意識と共に、オシリスによる救済としての死という概念が発達し、来世の運命はただ人間の行いによって決まると考えられるようになった。

## 構成
現存するテクストは以下のような構成と見ることができる――
- （不完全な）バーの最初の発言、男の最初の発言
- バーの2度目の発言、男の2度目の発言
- バーの3度目の発言
- バーの2つのたとえ話
- 男の4つの歌
- バーの結論

テクストはバーと男のそれぞれ3つずつの発言からなっており、対話を構成している。さらに、テクスト全体からは3つの嘆願、3つの祈り、3つの嘆きが見出される。3つの機能的な群が際立っており、恐らくは注意深く選ばれたものであろう。

## 梗概

バー

テクストの内容の推定が若干の語と行のみの冒頭部に決定的に依存しているため、解釈の入らない梗概はほぼ不可能である。
テクストの冒頭部がどれだけ欠落しているのかは明らかではない。しかしながら、残存している言葉から発言のあらましを推測することはできる。決定的な言葉は「彼らの舌は不公平ではない」である。この言葉は仲間の1人が裁判に関与したことを暗示している。ジャン・アスマンは来世での運命が対話の内容での問題となっていることから死刑裁判との関連を指摘している。恐らく、この問題ではバーが専門家であると認識されたのであろう。
男の最初の発言は不特定の聴衆へと向けられている。男は話すことと聞くことの価値を説き、それから請願者として自身のバーに向かう――
男は話を困窮者へと心を傾けるようにという要請で締め括り、祈りを付け加える。祈りは話の流れから外れており、後になって付け足されたものであろう。
2番目の発言ではバーが、男が命を大事にせず、富豪であるかのように（死後の）備えをすると男を非難する。
男はバーの非難に対しこう自己弁護する――彼は（生から）去ろうとしているのではないし、全ての財産を奪われているので準備もできはしない。次の願いでは男は財産を墓に注ぎ込むピラミッド時代の葬礼への希望を述べる。
バーに対する願いには脅迫が続く――西方ではバーの安らう場所はないであろう、もしバーが「このような姿」の不吉な死の状態を許しておくのならば。死後の存在を保証してくれる財産への願いと共に、
供養を受けられる死への一般的に定式化された希望が語られる。
3番目の発言ではバーは輪廻への見込みを否定する。有名な人の墓であっても子孫がなければ忘れ去られる、というのはピラミッド時代の信仰から離れることを意味する。人は「良き日」を送り、人生の憂いを忘れなければならない。
最初の譬え話においてバーは男が生の儚さではなく、来世での漠とした希望が消えることを嘆くのであるといって男を非難する。2番目の譬え話では望みが叶わぬ時には生の状況へと順応し教えの言葉に耳を傾けるよう男の理性へと訴えかける。
男は3つの嘆きの歌で答える。第1歌では名前の腐敗、第2歌では崩壊してゆく秩序の影響、第3歌では死が現世の悲惨を知らぬ成就の場所として描き出される。男は死を来世での神の存在形態として描く歌で発言を締め括る。
4番目の発言ではバーは再び男に嘆くことをやめ生を続けるよう勧める。

## 解釈
主要な研究者たちによると、第18行に現れるjhmという語の解釈と翻訳がテクストの理解の鍵を握る。この箇所が問題となるのは、jhmという動詞が「従う」とも「導く」とも「引き止める」とも訳すことができ、よって人生の疲れとされているものの意図について相容れない複数の解釈が可能であるからである。アドルフ・エルマンはここを「私を死へと導いてくれ」と解釈した。アレクサンデル・シャルフとレイモンド・オリヴァー・フォークナーは「引き止める」という解釈を好み、「私が死に到達してしまう前に引き止めてくれ」としている。
このテクストの難解な性質のため非常に多くの解釈の余地が残っており、ある解釈を他のものによって論駁するということは容易には出来ない。
アドルフ・エルマンはこの男が人生に絶望しており、自殺しようとしているのだと見る。彼には子供がなく、必要な葬送儀礼を行ってもらえないということのためだけに自殺を思いとどまっている。彼の人格の一部としてのバーは、灰になってしまってしまった体は無存在であり最早世話の必要もなくなるのだから、火中に身を投じるといいと彼に勧める。
アレクサンデル・シャルフは、男が学問のある僧侶であり対話篇の詩人であり、革命という時代状況の結果として敬虔なエジプト人としては最早生きられず、かつての慣習通りに神に捧げ物をすることもできなくなったのではないかとする。彼はこの時代の新しい考え方に甘んじようとしない。人生が嫌になった彼は、来世での不死を願い焼身自殺を遂げようとする。バーは生きる喜びの代弁者として自殺を思い止まらせようとし悪い誘惑者として生の喜びへと誘おうとする。
カール・グスタフ・ユングの深層心理学の信奉者であるヘルムート・ヤコブソンはこの対話を、独自の個人的な経験と考えている。その時代の酷い出来事によって神からの隔りと喪失を知るようになり生に絶望した男が、苦悶の中、自殺の瀬戸際に立たされている。しかしながら、彼の伝統的な思考では自殺は重大な罪であると見做されている。この状況において、救済願望と伝統的な掟とは相容れず、男は心の最奥部にある核心、自身のバーと矛盾することになり、ヤコブソンはここに心理学的な元型を見出している。

### 版本
- Winfried Barta: Das Gespräch eines Mannes mit seinem Ba (Papyrus Berlin 3024), Berlin 1969 (MÄS 18)
- Adolf Erman: Gespräch eines Lebensmüden mit seiner Seele. Aus dem Papyrus 3024 der Königlichen Museen. Berlin 1896
- Raymond O. Faulkner: The Man Who Was Tired of Life, in: The Journal of Egyptian Archaeology (JEA) 42 (1956), S. 21–40

### 翻訳
- Winfried Barta: Das Gespräch eines Mannes mit seinem Ba (Papyrus Berlin 3024), Berlin 1969 (MÄS 18)
- Miriam Lichtheim: Ancient Egyptian Literature. Volume 1: The Old and Middle Kingdoms, 1973, S. 163-169
- Richard B. Parkinson: The Tale of Sinuhe and other Ancient Egyptian Poems 1940-1640 BC, 1997, S. 151-165
- 杉勇『古代オリエント集』 1巻、筑摩書房、東京〈筑摩世界文學大系〉、1978年、430-439頁。
『生活に疲れた者の魂との対話』の訳者は尾形禎亮。解釈はBarta (1969)に拠っている。

### 文献・論文
- Jan Assmann: Tod und Jenseits im Alten Ägypten, Beck, München 2001, S. 496–500. ISBN 3-406-49707-1
- Jan Assmann: Ägypten. Eine Sinngeschichte, 1996
- Jan Assmann: Maat. Gerechtigkeit und Unsterblichkeit im Alten Ägypten, 1990
- Günter Burkard, Heinz J. Thissen: Einführung in die altägyptische Literaturgeschichte I. Altes und Mittleres Reich, 2008
- Adolf Erman: Die Literatur der Alten Ägypter, 1923, S. 122-130
- Hans Goedicke: The Report about the Dispute of a Man with his BA. Papyrus Berlin 3024, 1970
- Helmuth Jacobsohn: Das Gespräch eines Lebensmüden mit seinem Ba, 1951.
- Katherina Lohmann: Das Gespräch eines Mannes mit seinem Ba, in: Studien zur altägyptischen Kultur 25 (1998), S. 207–236 [hinsichtlich der Datierungsfrage Außenseitermeinung]
- Richard B. Parkinson: Poetry and Culture in Middle Kingdom Egypt. A Dark Side to Perfection, 2002
- Richard B. Parkinson: The Missing Beginning of "The Dialogue of a Man and His Ba": P.Amherst III and the History of the "Berlin Library", in: ZÄS 130, 2003, S. 120-133
- Odette Renaud: Le dialogue du Désespéré avec son Âme. Une interprétation littéraire, Cahiers de la Société d'Egyptologie vol. 1, 1991